# سی.اف.ای. وویزی
چارلز فرانسیس آنسلی وویزی (به انگلیسی: Charles Francis Annesley Voysey)؛ (زادۀ ۲۸ مه ۱۸۵۷ میلادی – درگذشتۀ ۱۲ فوریه ۱۹۴۱ میلادی) یک معمار، طراح مبلمان و پارچۀ اهل انگلستان بود. کارهای اولیۀ وویزی به عنوان طراح کاغذ دیواری، پارچه و اثاثیه به سبک هنر و صنایع‌دستی بود و او سهم مهمی در سبک مدرن (سبک هنر نو بریتانیا) داشت و توسط مجلۀ معتبر استودیو شناخته شد. او به عنوان معمار چندین خانۀ روستایی مشهور است.
او یکی از اولین افرادی بود که اهمیت طراحی صنعتی را درک و دریافت کرد. او را یکی از پیشگامان معماری مدرن می‌دانند، تصوری که او آن را رد کرد. معماری داخلی انگلیسی او بیشتر بر سنت بومی و نه آکادمیک متأثر از ایده‌های هربرت تیودور باکلند (۱۹۵۱–۱۸۶۹ میلادی) و آگوستوس پوجین (۱۸۵۲–۱۸۱۲ میلادی) استوار است.
کارخانه کاغذ دیواری سندرسون (۱۹۰۱ میلادی) در چیزیک که او طراحی کرد، به یاد او خانۀ وویزی نامگذاری شده‌ است.
وی همچنین برندهٔ جوایزی همچون مؤسسۀ سلطنتی معماران بریتانیایی و طراحان سلطنتی برای صنعت شده‌ است.